# Чипампини (Палермо)
Чипампини је насеље у Италији у округу Палермо, региону Сицилија.
Према процени из 2011. у насељу је живело 138 становника. Насеље се налази на надморској висини од 830 м.